# Guido Vianello
Guido Vianello (* 9. Mai 1994 in Rom) ist ein italienischer Boxer.

## Amateurkarriere
Guido Vianello ist in Rom aufgewachsen und begann im Alter von 16 Jahren mit dem Boxsport. Er wurde 2012 Italienischer Jugendmeister im Superschwergewicht und nahm an der Jugend-Weltmeisterschaft 2012 in Jerewan teil, wo er in der Vorrunde gegen Hughie Fury ausschied.
Bei den Erwachsenen wurde er 2013 Italienischer Meister im Superschwergewicht und gewann 2014 nach einer Finalniederlage gegen Frazer Clarke die Silbermedaille bei der EU-Meisterschaft in Sofia. Bei der Europameisterschaft 2015 in Samokow verlor er gegen Magomed Omarow und bei den Europaspielen 2015 in Baku gegen Dean Gardiner.
Im Juni 2016 gewann er das Olympia-Qualifikationsturnier in Baku mit Siegen gegen Rafael Lima, Mou Haipeng, Marlo Moore und Dean Gardiner. Er startete daraufhin bei den Olympischen Sommerspielen 2016 in Rio de Janeiro, wo er im Achtelfinale gegen Lenier Pero ausschied.
Bei der Europameisterschaft 2017 in Charkiw und auch der Weltmeisterschaft 2017 in Hamburg verlor er jeweils gegen Maxim Babanin. Bei den Mittelmeerspielen 2018 in Tarragona unterlag er im Viertelfinale gegen Djamili-Dini Aboudou.
Darüber hinaus boxte er von 2015 bis 2018 in der World Series of Boxing und gewann 7 von 12 Kämpfen, darunter gegen Edgar Muñoz, Maxim Babanin, Mohamed Arjaoui und Mihai Nistor.

## Profikarriere
Vianello wurde vom US-Promoter Top Rank unter Vertrag genommen und von Abel Sanchez trainiert. Sein Debüt gewann er im Dezember 2018 im Madison Square Garden von New York City.
Im April 2024 unterlag er knapp nach Punkten gegen Efe Ajagba, siegte jedoch im August 2024 vorzeitig gegen Arslanbek Machmudow.
Im April 2025 verlor er nach Punkten gegen Richard Torrez.